# Quercus pagoda
Дуб пагодный или черешневый (лат. Quercus pagoda) — один из самых ценных красных дубов на юге Соединённых Штатов. Он больше и лучше сформирован, чем Южный красный дуб (Quercus falcata), и обычно растет на более влажных участках. Прочная древесина и прямая форма делают его превосходным древесным материалом. Многие виды диких животных используют его желуди в пищу, и он даёт хорошую тень. Черешневый дуб был ранее считается подвидом Южного красного дуба.

## Распространение
Дуб черешневый имеет прерывистое распространение. Он характерен для Каролин и в нижней части долины Миссисипи, но редко встречается в Джорджии и Флориде. Фрагментами он встречается на севере до Нью-Джерси и на западе до Техаса и Оклахомы .
Дуб черешневый очень часто растет на лучших суглинистых участках, на первых гребнях дна, хорошо дренированных террасах и коллювиальных участках.

## Описание
Цветы:   Дуб черешневый однодомный ; Тычиночные и пестичные сережки выращиваются отдельно на одном дереве. Сережки переносятся на стеблях из пазух листьев текущего роста. Цветки появляются с февраля по май в зависимости от широты.
Желуди: Жёлудь около 0,5 дюйма в длину, шаровидный или полусферический, до одной трети его длины заключен в неглубокую тонкую шляпку. Количество желудей на фунт колеблется от 200 до 750. Желуди созревают с августа по ноябрь второго года. Деревья начинают плодоносить желуди примерно в 25 лет, а оптимальная продуктивность достигается в возрасте от 50 до 75 лет. Хорошие урожаи желудей происходят часто, с интервалом в 1 или 2 года, с легкими культурами в промежуточные годы. Желуди находятся в состоянии покоя и не прорастают до следующей весны. Прорастание гипогеальное .
Размер: Дуб черешневый часто достигает высоты от 100 до 130 футов и диаметра ствола от 36 до 60 дюймов, что делает его одним из самых больших красных дубов на юге. Это один из самых выносливых и быстрорастущих дубов. Он хорошо растет на большем количестве участков, чем любой другой дуб в пойме, за исключением, возможно, ивовых и водяных дубов . Рост диаметра обычно составляет от 3 до 6 дюймов за десятилетие.
Листва:  Название «пагодный» относится к многоуровневой форме листьев вишнёвой коры, которые напоминают форму пагоды. Его простые, чередующиеся листья обычно имеют V-образное основание, глубоко надрезанные доли (от 5 до 11) и короткие, широкие, не изогнутые кончики. Этот вид необычен тем, что доли не обязательно расположены парами на противоположных сторонах листа, вместо этого они выглядят чередующимися или иногда случайными. Листья от 7 до 10 дюймов в длину и до 7 дюймов в ширину. Листья темно-зеленые, гладкие, блестящие на поверхности; нижняя сторона более бледная и опушенная . Ветки толстые, коричневые или серые, в молодом возрасте опушенные. Бутоны яйцевидной формы с заостренным концом, угловатые, опушенные. В некоторых регионах веточки обычно несут галлы. Кора серая с узкими чешуйчатыми гребнями, напоминает кору черешни.

## Близкие виды
В прошлом дуб вишневый был классифицирован как разновидность ( Q. falcata var. Pagodafolia ) южного красного дуба ( Quercus falcata ). Однако сейчас установлено, что эти два вида значительно отличаются по нескольким ключевым морфологическим и экологическим характеристикам. Дуб черешневый встречается на влажных участках низменности, а южный красный дуб обычно встречается на более сухих возвышенностях с бедной почвой. Листья южного красного дуба обычно имеют округлые (U-образные) основания и меньшее количество лепестков неправильной формы, чем вишневая кора. Кора резко различается у черешневого дуба и южного красного дуба.

## Выращивание
Естественное воспроизводство происходит на территориях, защищенных от пожаров и выпаса скота. Дуб черешневый, не переносит тени, требует для развития много света, что, в свою очередь, создает серьёзную конкуренцию со стороны трав, виноградных лоз и кустарников. Развитие всходов обычно хорошо на старых полях с хорошо дренированными суглинистыми почвами.
Дуб черешневый часто встречается как отдельные деревья в смешанных насаждениях, где он обычно занимает доминирующее или содоминантное положение. Иногда встречается в группах, где доминирует над подлеском. Этот дуб не может долго терпеть угнетение и, вероятно, укореняется только в просветах.
Дуб черешневый легко гибридизируется с дубом ивовым ( Quercus phellos ), в результате получается дуб Луизиана Quercus x Ludoviciana .
В отличие от южного красного дуба дуб черешневый немного менее морозоустойчив.

## Использование
Дуб черешневый обычно имеет относительно свободный товарный ствол без ветвей, в отличие от других красных дубов низин, таких как водяной и ивовый дуб . Благодаря хорошей форме и качеству черешневый дуб считается одним из лучших красных дубов. Древесина тяжелая, твердая, крупнозернистая. Применяется для внутренней отделки, шпона, общестроительных работ, мебели, шкафов. Древесина светло-красновато-коричневого цвета.
Многие виды диких животных используют желуди вишневой коры как существенную часть своего рациона. Распространенными видами являются серая и лисья белка, белохвостый олень, енот и многие птицы (например, дикая индейка , голубая сойка , лесная утка и обыкновенный гракон).